# 플레이밍 립스
플레이밍 립스(The Flaming Lips)는 미국 록 밴드로 1983년 오클라호마의 오클라호마 시티에서 결성되었다. 이들은 레스트리스라는 인디 레이블을 통해 1980년대와 1990년대 초에 걸쳐 몇 장의 앨범과 EP를 발매했다. 워너 브라더스와 계약을 맺으면서 냈던 첫 음반이  《Hit to Death in the Future Head》(1992년)였고 이후 발매된 《The Soft Bulletin》(1999년)은 NME 매거진의 "이 해의 앨범"에 선정되었고 이어 《Yoshimi Battles the Pink Robots》(2002년)이 나왔다. 2007년 2월, 이들은 브릿 어워드에서 "최우수 인터내셔널 액트" 부문에 후보로 올랐고 "최우수 록 연주"를 비롯하여 그래미 어워드를 세 번 수상했으며 2002년 Q 매거진의 "죽기 전에 봐야할 밴드 50"에 선정되었다.

## 역사

### 초기 시절 (1983-1990년)
플레이밍 립스는 1983년 오클라호마 시티에서 웨인 코인(기타)과 그 형제인 마크(보컬), 그리고 마이클 이빈스(베이스)와 데이브 코츠카(드럼)가 결성했고 오클라호마 시티의 블루 노트 라운지에서 첫 공연을 했다. 드러머 코츠카를 섭외한 이후 1984년 리차드 잉글리쉬가 밴드에 합류했다. 같은 해 이들은 《The Flaming Lips》라는 EP를 녹음했는데 마크 코인이 리드 보컬로 참여한 유일한 음반이었다.
그의 형제가 떠난 이후 웨인이 보컬을 맡게 되면서 1986년 첫 번째 정규 앨범 《Hear It Is》를 핑크 더스트 레코드(에니그마 레코드의 사이키델리 록 레이블)를 통해 발매했다. 플레이밍 립스는 이 멤버들로 두 개의 앨범 《Oh My Gawd!!!》(1987년)와《Telepathic Surgery》(1989년)를 만들었는데 후자의 경우에는 원래 30분 짜리 사운드 콜라주로 만들 계획이었다.
1989년 잉글리쉬 대신 드러머가 네이선 로버츠로 교체되었고 기타리스트로 조나단 도나휴(얼터너티브 록 밴드인 머큐리 레브의 멤버이기도 하다)가 합류했다. 제작자 데이브 프리드만과 처음으로 함께 만든 앨범 《Priest Driven Ambulance》는 프레도니아 뉴욕 주립대학에서 시간당 5불로 총 만불의 예산을 가지고 녹음했다. 이 앨범은 플레이밍 립스의 독특한 사운드를 더욱 확장시키는 계기가 되었고 테잎 루프나 각종 이펙트들의 사용이 더욱 많아졌다. 이 시기 코인은 닐 영과도 같이 더 높고 껄끄러운 목소리로 노래 스타일이 바뀌었는데 이는 《Telepathic Surgery'》 앨범의 <Chrome Plated Suicide>란 곡에서 처음 시도되었다가 이후 그의 보컬 스타일로 굳어지게 된다.
1990년 이들은 워너 브라더스 레코드의 관심을 받게 되고 마침 레이블에서 밴드를 살펴보러 나왔는데  플레이밍 립스가 불꽃놀이를 하다가 공연장(오클라호마 노만의 아메리칸 리전 홀)을 거의 불태워 버릴 뻔한 것을 보자 마자 바로 계약한다.
밴드의 이름을 어떻게 정할 것인가에 대해 몇 가지 아이디어들이 있었는데 그 중 하나가 1953년 영화 <제랄딘>에서 코메디언인 스탄 프레버그가 불렀던 "플레이밍 립스"라는 노래가 그 중 하나였다.

### 워너 브라더스와 계약 (《Hit to Death in the Future Head》에서《Clouds Taste Metallic》까지)(1991-1996년)
1991년 이들은 대형 레이블과의 첫 데뷔 앨범인 《Hit to Death in the Future Head》 녹음을 시작했다. 여기에 마이클 카멘이 작곡한 영화 <브라질>의 사운드트랙 중 <You Have to Be Joking (Autopsy of the Devil's Brain)>의 일부를 샘플로 사용했는데 그 허가를 받는 과정이 길어지면서 앨범 발매는 거의 1년 간이나 미뤄졌다. 이 앨범 녹음 이후 도나휴는 밴드를 떠나 머큐리 레브 활동에 집중하게 되었고 로버츠도 음악적 차이를 이유로 탈퇴했다. 이들은 로날드 존스와 스티븐 드로즈드로 교체되었다.
1993년 플레이밍 립스는 앨범 《Transmissions from the Satellite Heart》를 발매한다. 이 앨범은 《Priest Driven Ambulance》이후 데이브 프리드만이 참여하지 않은 유일한 정규 앨범이다. 이 앨범과 싱글 <She Don't Use Jelly>가 성공을 거두면서 이들은 네 개의 인기있는 TV 시리즈에 출연하게 된다. <베버리 힐즈 90210>와 <데이빗 레터맨의 레잇 쇼>, <참드>, <비비스 앤 벗헤드>가 그것들이다. 앨범의 성공을 통해 이들은 긴 투어를 시작하며 레드 핫 칠리 페퍼스와 캔들박스의 오프닝으로도 참여하게 된다.
《Clouds Taste Metallic》앨범은 1995년 말 평단의 극찬을 받으며 등장했지만 이전 앨범만큼의 상업적 성공은 거두지 못했다. 3년에 걸친 이전 투어와 새 앨범을 위한 1년간의 투어로 인한 스트레스가 주 원인이 되어 로날드 존스는 1996년 말에 밴드를 떠난다. 그는 극심한 광장공포증이 이유라고 했지만 다큐멘터리 <Fearless Freaks>에 의하면 드로즈드의 마약 문제 때문이었다고 한다.
2014년 9월 플레이밍 립스는 전 멤버인 로날드 존스와 그가 플레이밍 립스의 사운드에 기여한 바를 기리며 퍼스트 애비뉴에서 《Transmissions from the Satellite Heart》라이브 공연을 열었고 2015년 2월 같은 장소에서 《Clouds Taste Metallic》 라이브를 했다. 12월에는 20주년을 맞아 《Heady Nuggs: 20 Years After Clouds Taste Metallic 1994–1997》라는 박스 세트를 출시했다.

### 《Zaireeka》(1997-1998년)
존스가 탈퇴하고 스탠다드 "록" 음악에 더 이상 만족하지 못하게 된 남은 세 명은 방향을 재설정하면서 실험적인 4장짜리 앨범 《Zaireeka》를 만들었는데 네 장의 시디를 네 대의 플레이어에 동시에 틀어서 감상하도록 제작된 것이었다. 기존의 일반 악기들에 더하여 그들이 "발견한" 사운드들을 (구체 음악 같은) 사용했는데 종종 스튜디오에서 전자적으로 심한 조작을 가했다.
이 프로젝트를 추진하면서 이들은 "주자장 실험"과 나중에 가서는 "붐박스 실험"을 여러 차례 행했다. 주차장 실험에서는 플레이밍 립스가 만든 카셋트 테이프를 40명의 자원자들에게나눠주고 주차장에서 자신들의 자동차 스테레오에서 동시에 틀도록 했다. 붐박스 실험은 40명의 자원자들이 붐박스 스타일의 카세트 플레이어에 역시 플레이밍 립스가 만든 음악을 트는 것인데 웨인 코인의 "지휘"에 따라 볼륨, 속도, 음색을 조절하는 것이었다.
그러는 동안 이들에게는 여러 가지 불운이 겹쳤다. (1999년의 곡 <The Spiderbite Song>에 이에 대한 이야기들이 담겨 있다.) 드로즈드는 팔을 거의 절단해야 할 뻔 했는데 거미에게 물려서였다고 했지만 알고 보니 헤로인 복용으로 인한 종기 때문이었다. 이빈스는 다른 차에서 떨어져 날아온 바퀴가 앞 유리창에 박히면서 자동차 안에 몇 시간 갇혀 있어야 했고, 코인의 아버지는 오랜 암투병 끝에 사망했다.

### 주류로의 진출 (《The Soft Bulletin》과 《Yoshimi Battles the Pink Robots》)(1999-2002년)

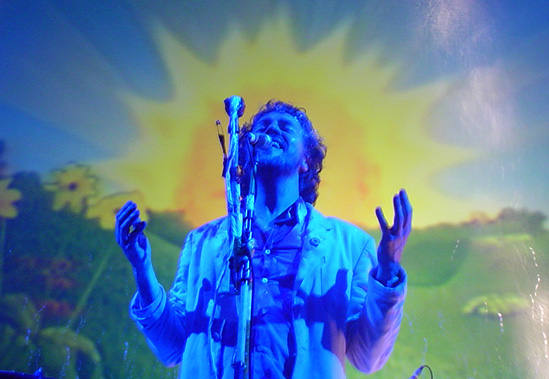
2004년 1월 공연중인 웨인 코인

이들이 추구했던 실험적 노력들이 평단의 주목을 받기는 했으나 주류로 진출하게 된 것은 1999년 발매한 《The Soft Bulletin》앨범을 통해서였다. 귀에 쏙 들어오는 멜로디에 신세사이저 스트링, 교묘하게 늘어놓은 최면에 걸린 듯한 비트위에 터지는 심벌, 그리고 전 앨범들보다 더 기이하면서도 철학적인 가사가 담긴 이 앰범은 곧바로 언더그라운드로부터 솟아 올라 엄청난 성공을 거두었고 지금까지도 당대 최고의 앨범들 중 하나로 여겨지고 있다.
하모니와 오케스트라 편곡으로 인해 많은 평론가들이 비치 보이스의 《Pet Sounds》앨범과 비교하기도 하는《The Soft Bulletin》은 또한 신세사이저와 드럼 머신, 사운드 이펙트를 비롯한 스튜디오의 여러 조작들을 대거 사용했다. 앨범 발매 이후 코인은 "만약 누가 내게 어떤 악기를 연주하냐고 묻는다면 나는 스튜디오라고 답할 것이다"라고 말할 정도였다. 이렇게 복잡하게 짜여진 앨범을 라이브로 어떻게 연주해야 할지를 고민하던 중 아무래도 뮤지션들을 더 섭외한다는 것은 너무 복잡하고 돈이 많이 들 것 같아서 미리 녹음된 반주를 사용하면서 그냥 셋이서 투어를 하기로 결정했다. 드로즈드는 드럼 대신에 키보드와 기타를 주로 연주하기로 했다. 밴드의 이전 곡들은 드로즈드가 드럼을 연주하는 것을 비디오로 촬영하여 틀기로 했고 나머지 곡들을 위해 드럼과 퍼커션에 킬프 스컬락을 영입했다. 드로즈드가 기타와 키보드 베이스(그가 베이스를 연주할 때 이빈은 키보드를 연주한다), 드럼, 및 간간히 보컬을 했고, 드로즈드가 노래할 때면 코인이 기타나 키보드를 연주하는 식이다.
《The Soft Bulletin》을 라이브에서도 똑같이 연주해 내기 위해 이들은 "헤드폰 콘서트"라는 것을 고안해 냈다. FM 송신기를 공연장에 설치한 다음 공연과 동시에 방송을 내보냈는데 관객들에게는 워크맨 크기의 수신기와 헤드폰이 무료로 지급되었다. 이론적으로 공연장의 파워풀한 사운드와 함께 관객들이 더 음질이 뛰어난 음악을 감상할 수 있는 방법이었다. 이 방식은 1999년 3월 텍사스의 달라스와 어스틴의 사우스 바이 사우스웨스트에서의 공연에서 처음 시도되었고 이후 투어에서도 사용되었다. 투어에는 일본 밴드인 코르넬리우스를 비롯하여 세바도, 로빈 히치콕, 소닉 붐의 E.A.R., IQU 등이 참여했다.
3년 후인 2002년 여름 플레이밍 립스는 밴드 케이크, 모데스트 마우스와 함께 언리미티드 선샤인 투어를 벌였다. 그리고 정규 앨범 《Yoshimi Battles the Pink Robots》를 출시하여 평단의 극찬을 받게 된다. 게스트로 요시미 피-위가 참여하였고 전작인 《The Soft Bulletin》에 비해 전자 악기들과 컴퓨터 사용이 증가한 이 앨범을 통해 플레이밍 립스는 거의 20년 간의 밴드 활동 중 처음으로 평단에서와 상업적인 면에서 성공을 거두었다. 그리고 앨범의 마지막 곡인 <Approaching Pavonis Mons by Balloon (Utopia Planitia)>를 통해 2003년 그래미 어워드에서 "최우수 록 연주상"을 수상했고 앨범은 2006년 4월 10일 골드를 달성했다. 2007년 3월 플레이밍 립스는 각본가인 아론 소르킨과 함께 앨범을 기반으로 한 브로드웨이 뮤지컬을 제작할 계획이라고 발표했다.
2012년 1월, 피치포크 TV는 《The Soft Bulletin》 앨범에 관한 45분 짜리 다큐멘터리를 방영했다. 여기에는 다수의 희귀한 사진 및 비디오와 함께 멤버들과 제작자 데이브 프리드만, 매니저 스콧 북커의 인터뷰 등이 들어 있었다. 같은 해 《Yoshimi Battles the Pink Robots》는 수년 간의 제작 끝에 뮤지컬로 탄생했다.
《The Soft Bulletin》과 《Yoshimi Battles the Pink Robots》는 DVD-오디오로 발매되었다.
요시미 앨범의 성공 이후 스티븐 드로즈드는 헤로인 중독 치료를 마쳤는데 이는 드로즈드와 웨인 코인 사이에 몸싸움이 곁들인 격론 끝에 밀어부쳐진 결정이었다.

### 이어지는 성공 《At War with the Mystics》 (2002–2006년)
《Yoshimi》와 《The Soft Bulletin》 이후 얼마 지나지 않아 플레이밍 립스는 전작들과 연관된 두 장의 EP를 출시했는데 《Yoshimi》 앨범에 있던 <Fight Test>와 <Ego Tripping at the Gates of Hell>의 리믹스 버젼이 담겼다. 또한 씨버리 코퍼레이션의 앨범 《The Cosmic Game》의 수록곡인 <Marching the Hate Machines (Into the Sun)>에 참여하였고 2002년 케미컬 브라더스의 초청으로 협업하여 <The Golden Path>란 곡에서 스티븐 드로즈드가 리드 보컬을 하고 웨인 코인이 하모니 보컬을 했다. 이 곡은 케미컬 브라더스의 모음집인 《Singles 93-03》에 수록되었다.
2002년에 플레이밍 립스는 벡의 "Sea Change" 투어에 오프닝이자 백밴드로 참여했다. 2004년 여름 플레이밍 립스가 롤라팔루자 투어에 소닉 유스, 모리시 등과 함께할 예정이라고 발표했으나 공연장 섭외가 원활하지 못하여 결국 취소되었고 같은 해 영화 <네모바지 스폰지밥> 사운드트랙 <SpongeBob and Patrick Confront the Psychic Wall of Energy>를 녹음했다. 투어가 취소되고 나서 이들은 제작자 데이브 프리드만과 함께 타박스 스튜디오에서 좀더 원초적인 사운드의 열 한 번째 앨범 《At War with the Mystics》 작업에 돌입했다. 최근 앨범들보다 좀 더 기타를 중심으로 한 묵직한 사운드와 함께 정치적 내용의 가사들이 담긴 이 앨범은 2006년 4월에 발매되어 조금은 엇갈리나 대부분 좋은 평을 받았다.
2005년 플레이밍 립스는 다큐멘터리 <더 피얼리스 프릭스>에 기비 하인즈, 화이트 스트라이프스, 벡, 크리스티나 리치, 리즈 파, 줄리엣 루이스, 스티브 번스, 스타라이트 민츠, 아담 골드버그 등과 함께 출연했다. 같은 해에는 퀸 헌정 앨범인 《Killer Queen: A Tribute to Queen》에 <Bohemian Rhapsody>로 참여했고 1991년 워너 브라더스와 계약한 이래 출시되었던 뮤직 비디오들을 순서대로 모은 DVD <VOID (Video Overview in Deceleration)>를 출시했다. 2005년 10월에는 비디오 게임 <스텁스 더 좀비>에 들어가는 1950~1960년대의 곡들을 여러 모던 록 밴드들이 리메이크한 사운드트랙에 <If I Only Had a Brain>으로 참여했고 영화 <웨딩 크래셔> 사운드트랙에 들어갈 신곡 <Mr. Ambulance Driver>를 발표했고 약간의 편집된 버전이 새로운 앨범에 들어가게 된다.
플레이밍 립스는 《At War with the Mystics》 앨범에서의 싱글로 델 컴퓨터 광고에 삽입되었던 <The W.A.N.D.>와 영국 싱글 차트에서 플레이밍 립스 사상 가장 높은 순위인 16위에 오르게 된 <The Yeah Yeah Yeah Song>을 내놓았다. 그리고 그 해 말 영국에서 4곡짜리 EP 《It Overtakes Me》를 발매했다. 앨범에 수록된 유일한 연주곡인 <The Wizard Turns On... The Giant Silver Flashlight and Puts on His Werewolf Moccasins>는 2006년 그래미 어워드에서 "최우수 록 연주상"을 받음으로 연속으로 같은 부문에서 수상하게 되었다.
2006년 4월 4일 《At War with the Mystics》 발매에 이어 영국 로얄 알버트 홀과 O2 와이어리스 페스티벌 등에서 투어를 진행했다. 리즈 페스티벌에서는 이들이 오랫동안 팬이었던 더 후의 공연에 오프닝을 맡기도 했다.

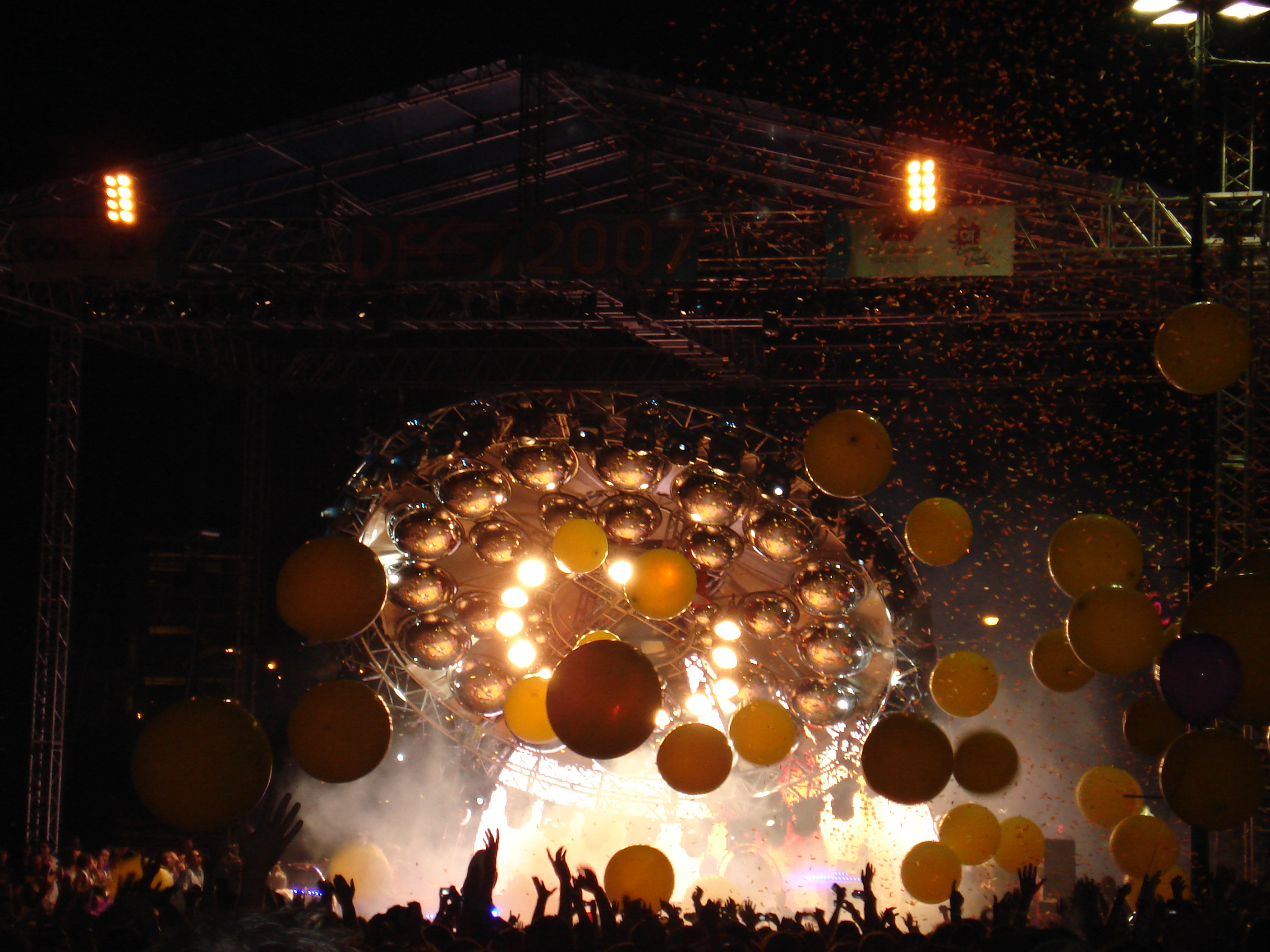
2007년 디페스트에서 플레이밍 립스

2006년 가을까지 투어를 이어가며 몬트리얼, 토론토 아일랜드에서의 버진 페스티벌, 아틀락틱 시티의 하우스 오브 블루스, 벌링톤의 버몬트 대학, 고향인 오클라호마 시티, 텍사스 어스틴에서 열린 어스틴 시티 리밋츠 뮤직 페스티벌, 뉴욕시 등을 비롯하여 여러 곳에서 공연을 펼쳤다. 오클라호마 시티에서의 홈커밍 쇼는 주 앰피씨에터에서 새롭게 선보이는 UFO 무대장식과 함께 진행되었는데 이는 <U.F.O.s at the Zoo concert> DVD에 담겼다.
2006년 12월 5일 오클라호마 시티는 다운타운의 한 거리를 플레이밍 립스라 명명했다. 오클라호마 시티에는 빈스 길과 찰리 크리스천의 이름을 딴 거리도 있다. 플레이밍 립스 골목은 오클라호마 시티의 유흥가인 브릭타운 중앙에 위치하고 있다. 2007년 공식적인 명명에 대해 코인은 오클라호마 시티에 대해 "... 우리는, 내 생각에 미국에서 가장 쿨한 도시가 되어가고 있다"고 했다.

### 《Christmas on Mars》(2008년)
2001년 플레이밍 립스는 <화성에서의 크리스마스>라는 제목의 저예산 독립 영화 촬영을 시작했다. 촬영은 2005년 9월에 마쳤고 2008년 5월 25일 사스콰치 뮤직 페스티벌에서 처음 상영되었다. 이 영화는 화성에 식민지가 세워지고 처음으로 맞는 크리스마스 이야기가 내용으로 웨인 코인이 각본을 쓰고 웨인 코인과 브래들리 비슬리, 조지 살스베리가 감독하고 밴드 멤버와 친구들이 출연했다.
플레이밍 립스는 2008년 여름에 미국의 록 페스티벌을 돌며 영화를 상영했는데 이를 위해 특별히 거대한 서커스 텐트를 준비했다. 이 영화는 2008년 11월 11일에 DVD로 출시되었고 플레이밍 립스가 만든 사운드트랙도 함께 나왔다.
플레이밍 립스의 첫 라이브 공연 DVD <UFO's at the Zoo: The Legendary Concert in Oklahoma City>가 2007년 8월 7일에 발매되었다. 2007년에는 몇 개의 영화 사운드트랙을 위해 새로 곡을 썼는데 영화 <스파이더맨 3>의 <The Supreme Being Teaches Spider-Man How to be in Love>, 영화 <굿 럭 척>의 〈I Was Zapped by the Super Lucky Rainbow>, 영화 <마고리엄의 장난감 백화점>의 <Love the World You Find>, 그리고 영화 <하트브레이크 키드>의 <Maybe I'm Not the One>와 <Tale of the Horny Frog>이다.

### 오클라호마 공식 록 송 (2009년)
2009년 3월 <Do You Realize??>가 "오클라호마 공식 록 송"이라고 공표되었다. 10개의 곡이 후보로 올라 대중 투표를 했는데 21,000명이 참가하여 거의 51%가 이 곡에 표를 주었다. 오클라호마 상원은 이 투표 결과를 만장일치로 받아들였는데 하원에서는 마이크 레이놀즈 의원이 플레이밍 립스가 상스런 언어를 사용한다며 공격했고 코리 홀랜드 의원은 플레이밍 립스의 마이클 이빈스가 발표하는 행사에 노란색 망치와 낫 그림의 티셔츠를 입고 온 것에 대해 "진정 불쾌했다"고 했다. 하지만 그 날 저녁 브래드 헨리 오클라호마 주지사는 이 노래를 공식 록 송으로 결정하는 행정명령에 서명할 것을 발표했다. 헨리 주지사는 20여년간 플레이밍 립스는 "창의적이고 재미있으며 도발적인 록 음악을 만들어왔다"면서 "플레이밍 립스의 음악은 그래미상을 받았고 전세계 평단과 팬들로부터 극찬을 받아오고 있다. 진정한 록앤롤 밴드의 아이콘이며 우리 주의 홍보대사 역할을 하는 것에 자랑스워했다. 이는 진정 주민들의 선택이며 나는 그것을 존중할 것이다"라고 했다. 그런데 2013년에 밝혀진 바로는 공화당 주지사인 매리 폴린이 브래드 핸리 전 주지사의 행정명령을 2011년에 갱신하지 않음으로서 결국 이는 폐기되어 버렸다. 한편 오클라호마 시티의 한 거리가 밴드의 이름을 따서 2006년 명명된 바 있다.

### 《Embryonic》과 《Dark Side of the Moon》 (2009년)
2009년 플레이밍 립스는 열 두 번째 정규 앨범이자 첫 번째 더블 앨범인 《Embryonic》을 발매했다. 이 앨범으로 이들은 처음으로 빌보드 톱 10에 진입했고 새로운 음악적 방향과 함께 앨범 녹음의 막바지 단계에서 데렉 브라운을 키보드, 퍼커션, 기타로 영입한 것에 대해 많은 평론가들의 찬사를 받았다. 12월에는 열 세 번째 앨범으로 핑크 플로이드의 《The Dark Side of the Moon》 앨범 곡들을 처음부터 끝까지 리메이크한 《The Flaming Lips and Stardeath and White Dwarfs with Henry Rollins and Peaches Doing The Dark Side of the Moon》을 내놓았다. 이 앨범은 스타데스와 화이트 드월프스와 함께 녹음했고 게스트로 헨리 롤린스 앤 피치스가 참여했고 2010년에는 비닐 LP와 CD로도 발매되었다.

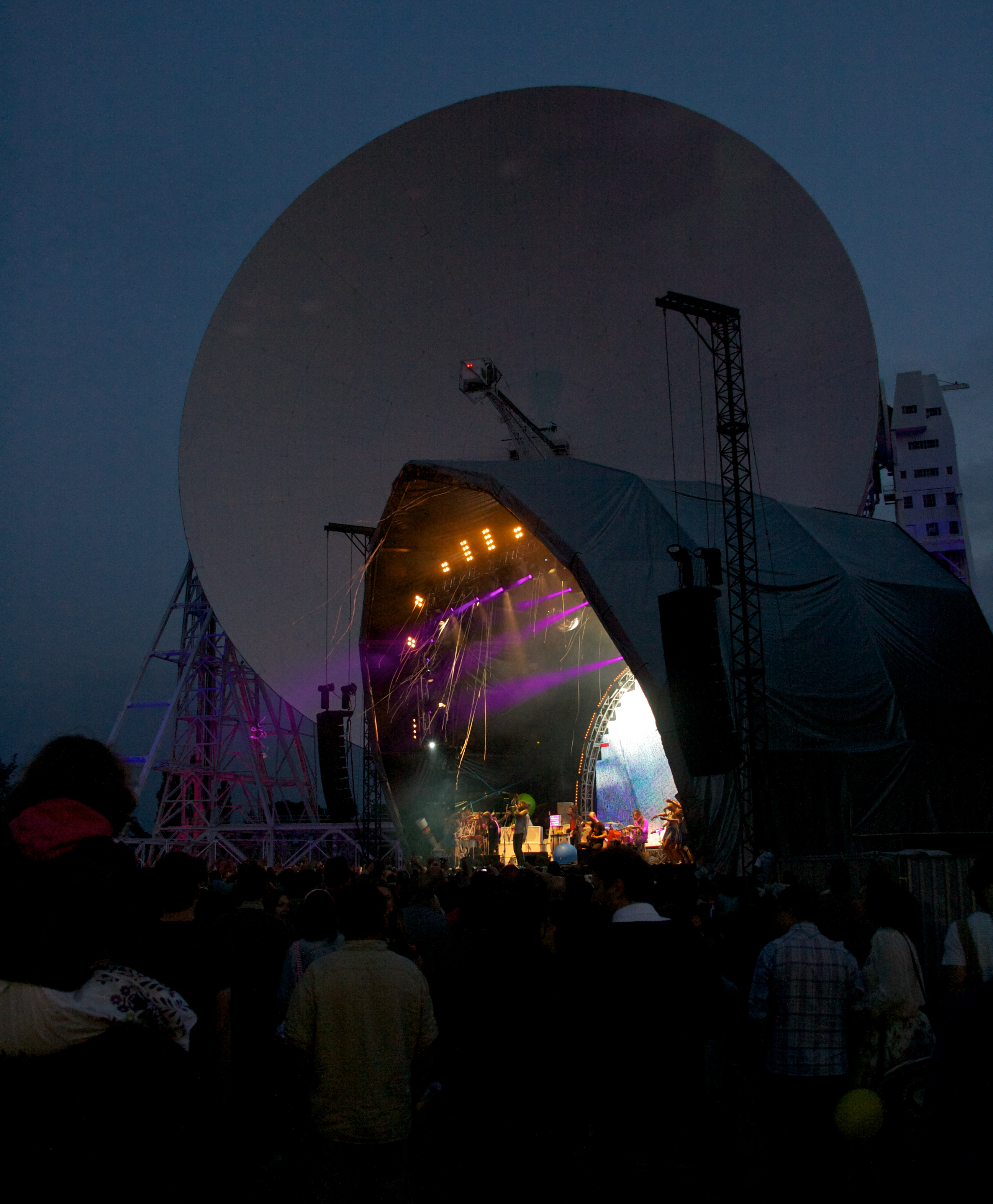
조드렐 뱅크 천문대에서 공연중인 플레이밍 립스

### 2011년 발매곡들
2011년 1월에 플레이밍 립스는 그 해에 매달 신곡을 하나씩 낸다는 계획을 발표했다. 그리고 2월에 첫 번째로 <Two Blobs Fucking>을 출시했는데 이 곡은 유투브에 12개 부분으로 나뉘어 동시에 함께 들어야만 하도록 제작되었다.
2011년 3월에는 EP 《The Flaming Lips with Neon Indian》을 출시했고 4월에 나온 《Gummy Song Skull》 EP는 거미 베어(젤리)로 만든 7파운드 짜리 (약 4 kg) 해골 모양 내부에 네 곡이 담긴 플래시 드라이브가 장착되 있었고 매우 한정적으로 발매되었다.
5월에는 두 번째 협업 EP인 《The Flaming Lips with Prefuse 73》를 내놓았는데 앞서 나온 네온 인디언 EP와 비슷한 방식으로 네 곡이 담겨졌고 초 한정판으로 디스크의 색깔이 모두 다르게 제작되었다. 밴드의 웹사이트를 통해 판매되었는데 출시되자마자 완판되었다.
6월에는 다수의 발매가 있었는데 첫 번째로는 1999년 앨범 《The Soft Bulletin》을 스튜디오에서 라이브로 연주한 것을 담은 《The Soft Bulletin: Live la Fantastique de Institution 2011》이었는데 딸기맛 젤리 해골 안에 마리화나맛 젤리 뇌 속에 플래시 드라이브가 장착되어 있었다. 이것은 6월 14-15일에 헐리우드 포에버 세미터리에의 공연에서만 판매되었다. 이 공연은 이틀에 걸친 특별 쇼로 하루 아침에는 《The Soft Bulletin》 앨범 전곡을 연주하고 밤에는 《The Dark Side of the Moon》의 새로운 편곡 버전을 그리고 다음 날 새벽에는 또 에드워드 샤피와 마그네틱 제로스와 함께 <Do You Realize??>를 연주했다. 이 플래시 드라이브에는 《Everyone You Know Someday Will Die》란 제목의 베스트 곡 모음집도 포함되어 있었다. 그리고 6월 발매의 마지막으로 역시 거미 베어 젤리로 만든 버블검맛의 태아 모양 안에 세 곡이 담긴 플래시 드라이브가 들어 있는 《Gummy Song Fetus》 EP를 출시했다.
7월에는 실험적 록 그룹인 라이트닝 볼트와 협업한 EP 《The Flaming Lips with Lightning Bolt》를 내놓았는데 〈I Wanna Get High But I Don't Want Brain Damage>과 <Working at NASA on Acid> 같은 곡이 담겼다. 이 EP는 무작위 색깔로 칠해진 비닐 LP 버젼으로 출시되었다.
8월 말에는 〈I Found a Star on the Ground>라는 제목의 6시간 짜리 곡을 녹음할 예정이라고 밝혔다. 이 곡에 다른 두 곡을 더하여 9월에 만화가 그려진 회전 디스크와 함께 출시되었다. 공식적으로 《Strobo Trip》이라 불리는 이 발매에는 2011년 초 플레이밍 립스 공연의 오프닝을 맡았던 션 레논과 그의 밴드가 참여한 〈I Found a Star on the Ground>가 들어있었다. 이 곡에는 션 레논이 오클라호마 시티 SPCA와 센트럴 오클라호마 대학의 컨템포러리 뮤직 아카데미에 100 달러의 후원을 한 이들 212명의 이름을 읽는 부분이 들어 있다.
2011년 10월 31일 자정 <7 Skies H3>라는 제목의 24시간 짜리 곡이 출시되었다. 이 곡은 특별히 만든 웹사이트를 통해 라이브로 스트리밍되었고 실제 사람의 해골 속에 곡이 담긴 하드 드라이브를 장착하여 13개 한정 제작되어 판매되었다.
2011년 마지막 발매는 요코 오노/플라스틱 오노 밴드와 협업으로 만든 EP로 오클라호마 시티에서 있었던 플레이밍 립스의 연례 신년 쇼에서만 한정 판매되었다.

### 헤디 프웬즈, 기네스 세계 기록, 그리고 협업들 (2012년)
워너 브라더스 레코드사와의 계약이 2011년 만료된 후 플레이밍 립스는 다시 워너 브라더스와 미국내 활동에 대해 재계약 했고 2012년 초 벨라 유니온과 유럽지역을 위한 계약을 했다. 새롭게 계약을 갱신한 이후 첫 번째로 나온 것이 《The Flaming Lips and Heady Fwends》로 원래는 4월 21일 레코드 스토어 데이에 맞춰 한정판 비닐 LP로만 발매하려던 것이었다. 케샤, 닉 케이브, 에리카 바두 등의 아티스트들과 협업하였다. <아메리칸 송라이터>와의 인터뷰에서 웨인 코인은 이 앨범에 대해 "우리가 매달 음악을 발표해 오고 있었기에 다시 또 매달 플레이밍 립스의 곡들을 내놓는 것은 좀 지겨울 듯 하여 친구들의 음악과 함께 우리가 협업하면 좋겠다는 생각을 했다"고 설명했다. 이 앨범은 이후 6월 26일 미국에서, 7월 30일 유럽에서 대대적으로 CD와 디지털 음원으로 발매되었다.
한편 플레이밍 립스는 2012년 6월 27일과 28에 걸쳐 제이-Z가 갖고 있던 24시간 내에 가장 많은 공연을 한 기록을 깼다. 이는 O 뮤직 어워드의 일부로 시도되었는데 24시간 내내 라이브 스트리밍으로 온라인을 통해 방영되었다. 6월 27일 오후 멤피스에서 시작되어 6월 28일 오후 뉴올리언즈에서 마쳤다. 플레이밍 립스는 게스트로 그레이스 포터 앤 더 녹터널스, 네온 인디언, 리니어 다운폴, 팬토그램 앤 HOTT MT 등과 함께 했다.
이 공연들은 기네스의 규칙에 따르면 각각 최소 15분 이상이어야 했는데 여러 리메이크 곡과 이전에 공연하지 않았던 곡들, 그리고 헤디 프웬즈의 새로운 곡들로 구성되었다.
2012년 밴드가 소유한 레이블인 "러블리 소츠 오브 데스 레코드"를 통해 킹 크림슨의 앨범 《In the Court of the Crimson King》을 처음부터 끝까지 재해석한 연주를 출시했다. 여기에는 스타데스, 화이트 드월프스, 리니어 다운폴, 뉴 퓸스, 스페이스 페이스가 참여하여 《Playing Hide and Seek with the Ghosts of Dawn》라는 제목으로 비닐 LP와 함께 플레이밍 립스의 웹사이트 '새털라이트 허트 라디오"를 통해 출시되었다.
또한 케샤의 《Warrior》 앨범과 《Lipsha》에 참여하였고 케샤는 플레이밍 립스의 협업 앨범들에 참여하였다.

### 《The Terror》 (2013–2014년)
플레이밍 립스의 정규 앨범 《The Terror》는 원래 미국에서 2013년 4월 2일, 유럽에서 4월 1일에 발매 예정이었고 투어는 새로운 멤버들인 키보드와 기타에 제이크 잉갈스, 퍼커션과 기타, 키보드에 데렉 브라운이 함께 하기로 되어있었는데 비닐 음반 제작 과정에서 오염이 발생하여 미국 발매는 2주 뒤인 4월 16일로 미뤄졌다.
앨범 발매에 앞서 수록곡인 <Sun Blows Up Today>가 현대의 수퍼볼 XLVII 광고 음악으로 사용되었고 또한 가사가 담긴 비디오 버전과 오랫동안 함께 작업해 온 조지 살리스베리의 애니메이션이 담긴 유투브 비디오가 출시되었다. 2013년 3월 15일 SXSW에서 새로운 앨범을 초연하는 무료 야외 공연이 열렸다.
음악 평론가들 사이에서는 이 앨범의 암울한 주제와 복잡하고 시끄러운 연주에 관한 것이 주로 다루어졌다. "삼부작"이라고 일컬어지는 지난 15년간의 주류 진출 음반인 《The Soft Bulletin》, 《Yoshimi Battles the Pink Robots》, 《At War With the Mystics》과도 같이 새로운 앨범 《The Terror》 역시 러브 스토리와 우주적 오페라가 결합된 구조인데 훨씬 어두운 분위기다. <피치포크>의 앨범 리뷰에서 "《The Terror》는 외로움, 우울, 불안과 같은 개인적인 혼란을 더욱 깊숙히 다루고 있다... 아마도 이 앨범에 앞서 있었던 25년간 코인의 파트너였던 미쉘과의 결별에 관한 소식과 스티븐 드로즈드의 잠시 동안의 중독 재발이 있었던 것이 우연은 아닐 것이다"라고 썼다.
<뉴욕 타임즈>의 존 파렐스는 이 앨범의 주제에 대해 다음과 같이 비교적 간결하게 요약했다. "가사들은 연인간의 이별의 우주적 울림, 그리고 외로움에 대한 암울한 인간의 강박에 관한 사색, 그리고 우주의 종말을 이야기한다." 또 어떤 평론가는 이 앨범이 라캉의  정신 역동론을 구조적으로 내재한 우주적 오페라라고까지 평했다.
웨인 코인이 직접 앨범의 주제와 작업의 진행에 대해 한 아래의 말은 이러한 평들과도 조화된다.
"우리가 원하는, 아니면 원했던 것은 사랑이 없다면 우리는 사라질 것이며, 이 사랑은 어떤 방식으로든 우리를 구원할 것이라는 믿음이었다. 우리가 사랑을 갖고, 사랑을 주고, 사랑을 안다면 우리는 진정 살아있는 것이고 만약 그렇지 않고 사랑이 없다면 삶도 없다는 믿음이었다. 《The Terror》는 우리가 이제 알게 된 사실, 사랑이 없이도 삶은 계속된다는 사실이다... 우리는 그저 그렇게 계속 흘러간다... 안락사는 주어지지 않는다."
2013년 11월, 스톤 로지스의 데뷔 앨범을 리메이크한 《The Time Has Come To Shoot You Down…What A Sound》를 제작하였고 뉴 퓸스, 스페이스 페이스, 스타데스, 화이트 드왈프스, 폭시젠, 피킹 라이츠, 폴리카 등이 참여하였다.
오랫동안 드럼과 퍼커션을 담당했던 킬프 스컬락이 2014년 3월에 밴드를 떠났고 대신 드럼과 퍼커션, 키보드를 맡을 매트 덕워스가 합류했다. 그리고 퍼커션과 드럼에 니콜라스 레이를 추가로 영입하고 데릭 브라운은 기타에 집중하도록 했다. 5월에 스커락은 자신이 해고된 것은 웨인 코인의 친구이자 오클라호마 주지사의 딸이며 핑크 포니라는 밴드의 리더인 크리스티나 폴린이 그에 대해 안좋은 말을 했기 때문이라고 주장했다. 폴린은 그 당시 북미 원주민의 머리 장식을 쓰고 찍은 홍보용 사진 때문에 문화적으로 부적절하다는 비판을 받고 있었다. 스컬락은 자신이 사진에 대해 비판한 것이 코인과의 갈등을 일으켰고 그로 인해 해고를 당했다고 했다. 그에 대해 드로즈드는 "킬프와 플레이밍 립스의 이야기는 너무 멀리 갔다. 우리가 갈라선 것은 밴드에 보통 있는 음악적 차이 때문이며 그 외의 다른 이야기들은 지나치게 과장되었다"고 했다. 코인은 한 발 더 나아가 스컬락은 "병적인 거짓말장이"라고 했으며 폴린을 옹호하기 위해 자신의 개에게 깃털 모자를 씌우고 찍은 사진을 올린 것에 대해 누구를 불쾌하게 하려는 의도는 전혀 없었다고 했다. 그는 자신의 인스타그램과 트위터의 팔로워들에게 어떤 종교나, 인종, 신념을 가진 이들에게 불쾌감을 주었다면 죄송하다고 했다. 그러면서 그런 이들은 자신의 트위터를 팔로우 해서는 안 될 것이며 아마 플레이밍 립스의 팬이 되고 싶지 않을 것이라고 했다. 그것은 자신들은 아무 아젠다도 갖고 있지 않기 때문이라고 했다.

### 《Miley Cyrus & Her Dead Petz》 (2015년)
2015년 MTV 뮤직 비디오 어워드의 사회를 맡았던 마일리 사이러스는 시상식 이후 자신과 플레이밍 립스가 함께 곡을 쓰고 녹음한 23곡이 담긴 실험 앨범 《Miley Cyrus & Her Dead Petz》이 온라인 스트리밍으로 제공된다고 발표했다. 코인은 이 앨범에 대해 핑크 플로이드와 포티스헤드를 합친 것에 "약간 더 지혜롭고, 슬프며 더 진실된 버전"의 사이러스의 팝 음악이 곁들여 진 음악이라고 설명했다.

### 《Oczy Mlody》, 《King's Mouth》, 《American Head》 (2016년–현재)
타박스 로즈 스튜디오의 웹사이트에 따르면 플레이밍 립스는 새로운 앨범 작업을 데이브 프리드만과 함께 2016년 1월 7일 개시했다고 나와 있다. 10월 20일에는 이듬해인 2017년 1월에 앨범을 발매할 계획이라고 발표했다. 그러면서 이어질 홍보 투어는 "록 역사상 최고의 환각 펀치 파티"가 될 것이며 "풍선과 색종이 대포, 무지개 장식들이 난무할 것이다"라고 했다. 2017년 1월 13일 게스트로 마일리 사이러스가 참여한 플레이밍 립스의 열 네 번째 앨범 《Oczy Mlody》가 출시되었고 영국과 미국 차트에 올랐다.
2017년 4월 22일 레코드 스토어 데이에 플레이밍 립스는 《Oczy Mlody》 앨범의 일곱 곡을 일종의 모조 라이브 형식으로 재녹음한 《Onboard the International Space Station Concert for Peace》를 내놓았다.
다음 정규 앨범인 《King's Mouth》는 2019년 4월 13일 레코드 스토어 데이에 발매되었다. 더 클래시의 믹 존스와 빅 오디오 다이나마이트가 나레이션을 맡았다. 웨인 코인은 존스의 참여에 대해 "그는 거의 모든 곡에서 나레이션을 한다... 믿을 수 없는 일이다"라고 했다.
2019년 말 코인과 드로즈드는 거라지 록 듀오인 딥 밸리와 함께 새로운 밴드 딥 립스(Deap Lips)를 결성했다. 이 프로젝트 밴드 명과 같은 이름의 데뷔 앨범이 2020년 3월 13일 출시되었다.
2020년 3월 23일, 드로즈드는 열 여섯 번째 정규 앨범 《American Head》를 여름에 낼 계획이라고 했고 이후 밴드에서 공식적으로 9월 11일이 앨범 발매일이며 싱글 <My Religion Is You>는 2020년 6월 6일 출시된다고 밝혔다.
코로나-19 팬더믹 기간 중 플레이밍 립스는 고향인 오클라호마 시티에서 완전히 밀폐된 사람 크기의 풍선을 사용하여 2020년 10월 12일에 공연을 가졌다. 관중들도 플라스틱 풍선으로 보호되었다. 스티븐 콜베어 레이트 나이트 쇼와 2021년에도 같은 방식으로 공연을 했다.

## 구성원

### 현 멤버
- 웨인 코인 (Wayne Coyne) – 리드 보컬 (1985년–현재), 기타, 키보드, 테레민 (1983년–현재), 백 보컬 (1983–1985년, 1991년–현재)
- 마이클 이빈스 (Michael Ivins) – 베이스, 키보드, 백 보컬 (1983년–현재)
- 스티븐 드로즈드 (Steven Drozd) – 기타, 키보드, 베이스, 드럼, 백 보컬, 리드 보컬 (1991년–현재)
- 데릭 브라운 (Derek Brown) – 기타, 키보드, 퍼커션, 백 보컬 (2009년–현재)
- 제이크 인갈스 (Jake Ingalls) – 키보드, 기타 (2013년–현재)
- 맷 덕워스 커크시 (Matt Duckworth Kirksey)  – 드럼, 퍼커션, 키보드, 백 보컬 (2014년–현재)
- 닉 레이 (Nick Ley) – 퍼커션, 드럼, 샘플 (2014년–현재)

### 이전 멤버
- 마크 코인 (Mark Coyne) – 리드 보컬 (1983–1985년)
- 데이브 코츠카 (Dave Kostka) – 드럼 (1983–1984년)
- 리차드 잉글리쉬 (Richard English) – 드럼, 키보드, 백 보컬 (1984–1989년)
- 네이선 로버츠 (Nathan Roberts) – 드럼 (1989–1991년)
- 조나단 도나휴 (Jonathan Donahue) – 기타, 백 보컬 (1989–1991년)
- 존 무니햄 (Jon Mooneyham) – 기타, 백 보컬 (1991년)
- 로날드 존스 (Ronald Jones) – 기타, 백 보컬 (1991–1996년)
- 킬프 스컬락 (Kliph Scurlock) – 드럼, 퍼커션 (2002–2014년)
- 레이 수엔 (Ray Suen) – 퍼커션, 바이올린, 하프, 키보드 (2009–2012년)

## 음반
- Hear It Is (1986년)
- Oh My Gawd!!! (1987년)
- Telepathic Surgery (1989년)
- In a Priest Driven Ambulance (1990년)
- Hit to Death in the Future Head (1992년)
- Transmissions from the Satellite Heart (1993년)
- Clouds Taste Metallic (1995년)
- Zaireeka (1997년)
- The Soft Bulletin (1999년)
- Yoshimi Battles the Pink Robots (2002년)
- At War with the Mystics (2006년)
- Christmas on Mars|Once Beyond Hopelessness (2008년, 사운드트랙)
- Embryonic (2009년)
- The Terror (2013년)
- Oczy Mlody (2017년)
- King's Mouth (2019년)
- American Head (2020년)

## 수상 경력
| 연도 | 후보 작품                                               | 어워드             | 부문                                  | 수상 결과 | 각주   |
| ---- | ------------------------------------------------------- | ------------------ | ------------------------------------- | --------- | ------ |
| 2000 | The Soft Bulletin                                       | NME 어워드         | 최우수 앨범                           | 수상      | [ 48 ] |
| 2000 | The Soft Bulletin                                       | NME 어워드         | 이 해의 앨범                          | 수상      | [ 48 ] |
| 2003 | "Approaching Pavonis Mons by Balloon (Utopia Planitia)" | 그래미 어워드      | 최우수 록 연주                        | 수상      | [ 49 ] |
| 2004 | Fight Test EP                                           | 그래미 어워드      | 최우수 얼터너티브 음악 앨범           | 후보      | [ 49 ] |
| 2007 | At War with the Mystics                                 | 브릿 어워드        | 최우수 국제 그룹                      | 후보      | [ 50 ] |
| 2007 | At War with the Mystics                                 | 그래미 어워드      | 최우수 얼터너티브 음악 앨범           | 후보      | [ 49 ] |
| 2007 | At War with the Mystics                                 | 그래미 어워드      | 최우수 엔지니어링 앨범, 비클래식 부문 | 수상      | [ 49 ] |
| 2007 | "The Wizard Turns On..."                                | 그래미 어워드      | 최우수 록 연주                        | 수상      | [ 49 ] |
| 2008 | At War With the Mystics 5.1                             | 그래미 어워드      | 최우수 서라운드 사운드 앨범           | 후보      | [ 49 ] |
| 2018 | "Tomorrow Is" (네모바지 스폰지밥: 브로드웨이 뮤지컬)    | 아웃터비평가협회상 | 탁월한 신곡                           | 수상      | [ 51 ] |
| 2018 | "Tomorrow Is" (네모바지 스폰지밥: 브로드웨이 뮤지컬)    | 토니 어워드        | 최우수 작곡상                         | 후보      | [ 52 ] |